# Christofer Heimeroth
Christofer Heimeroth (Unna, Alemania Federal, 1 de agosto de 1981) es un futbolista alemán, se desempeña como portero. Actualmente juega en el Borussia Mönchengladbach, donde lleva jugando desde 2006.

## Clubes
| Club                     | País     | Año         | Partidos | Goles |
| FC Schalke 04            | Alemania | 2004 - 2006 | 8        | 0     |
| Borussia Mönchengladbach | Alemania | 2006 -      | 68       | 0     |

- Datos: Q63873
- Multimedia: Christofer Heimeroth / Q63873